# Charles-Louis-César Delaunay
Charles-Louis-César, chevalier Delaunay, ou Charles Delaunay, né vers 1737 à Rochefort et mort à la Bastille le 20 septembre 1782, est un médecin, écrivain, censeur royal et journaliste français du XVIIIe siècle.

## Biographie
Delaunay suit des études de médecine à l'Université d’Avignon et obtient son diplôme en 1760. En 1777, il obtient la charge de censeur royal. Il publie plusieurs ouvrages, dont L’Esprit du sage médecin (1769) et une tragédie Achille aux rives du Scamandre, qui ne fut jamais mis en scène.
En 1780, Delaunay est contraint de quitter Paris pour Maastricht, où il travaille comme rédacteur du Courier du Nord sous la direction de Samuel Swinton. Le journal n’atteignant pas ses objectifs financiers, leur collaboration prend fin en octobre 1780. Après la fermeture du Courier du Nord, Delaunay tente sans succès de lancer son propre journal, le Courier de la Meuse. Faute de moyens, ce projet échoue. Delaunay se lie alors avec des libellistes à Amsterdam, ce qui conduit à son arrestation en 1781 par l'inspecteur Receveur. Emprisonné à la Bastille en 1782, il y meurt d'une hémorragie le 20 septembre. Pelleport, suggèrent qu’il a été étranglé.

## Œuvres
- L’Esprit du sage médecin (1769)
- La Couronne de roses, ou la Fête de Salency (1770)
- Le Français chez les Hurons, ou la Vertu de la baguette (1780)
- Achille aux rives du Scamandre (1775)
- Esther, tragédie lyrique

## Pour approfondir